# Nick Nolte
Nicholas King Nolte (Omaha, Nebraska, 8 de febrero de 1941) es un actor y productor de cine estadounidense.

## Carrera
En la universidad, Nolte jugaba al fútbol americano, pero tuvo que dejarlo debido a sus bajas notas. Más tarde descubriría su pasión por la interpretación. Por su buena presencia, realizó algunos trabajos como modelo fotográfico. 
Su primer papel protagonista en el cine sería Return to Macon County (1975), compartiendo cartel con Don Johnson. Con la serie de televisión Hombre rico, Hombre pobre junto a Peter Strauss (encarnando al protagonista «pobre») se convirtió en estrella televisiva y «sex symbol», pero fue la película Abismo, basada en una novela de Peter Benchley, autor de Tiburón, junto a Jaqueline Bisset y Robert Shaw, el trabajo que le catapultó a la fama.
En 1989 coprotagonizó, junto a Martin Short, la película Tres Fugitivos, versión estadounidense de la película Dos Fugitivos, que el director Francis Veber también dirigiera en Francia en 1986 y cuyos protagonistas fueron Gérard Depardieu y Pierre Richard, y a la que en esta ocasión añadió a la pequeña fugitiva Sarah Rowland, hija ficticia de uno de los protagonistas.
En el año 1991 fue nominado al Óscar por su papel en El príncipe de las mareas, película dirigida por Barbra Streisand. Entre sus trabajos posteriores, destacan El cabo del miedo, de Martin Scorsese, The Player de Robert Altman, El aceite de la vida, junto a Susan Sarandon, Jefferson en París, de James Ivory, Affliction, de Paul Schrader (su segunda nominación al Óscar) y La delgada línea roja, de Terrence Malick. En 2008 participó en la comedia Tropic Thunder, donde realiza una breve aparición.
En 1966 se casó con Sheila Page. Posteriormente, en 1978, contrajo matrimonio con Sharyn Haddad. Con su última mujer, Rebecca Linger, estuvo casado 10 años y tiene un hijo.

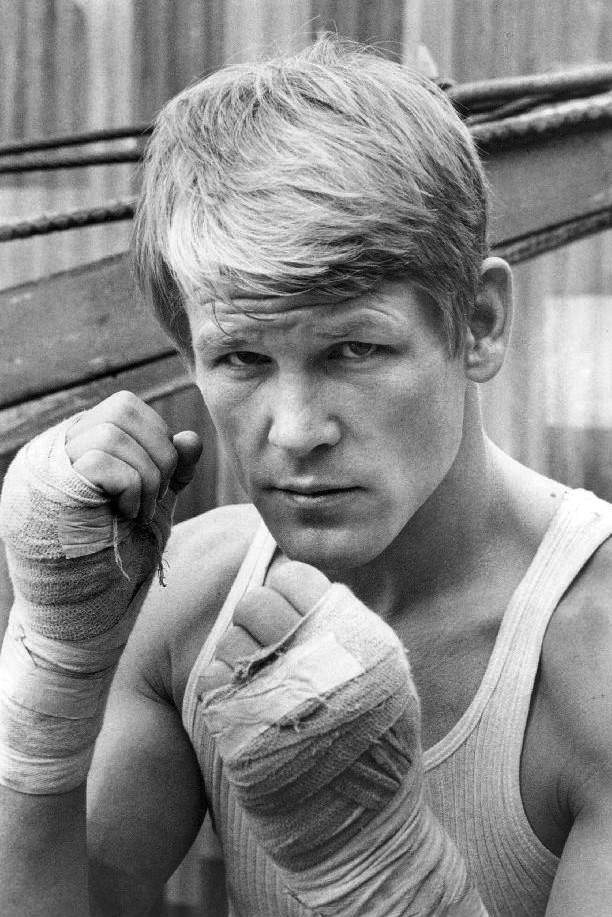
Nolte en 1976

En octubre de 2008, saltó a los titulares a raíz de un incendio en su casa, causado por un cortocircuito. Nolte intentó atajar el fuego y sufrió inhalación de humo, aunque no fue hospitalizado. Los daños en su casa se valuaron en tres millones de dólares y el actor perdió obras de arte y demás objetos que coleccionaba.

## Filmografía
| Año  | Película                                   | Personaje                    | Director |
| ---- | ------------------------------------------ | ---------------------------- | --- |
| 1975 | Regreso al condado de Macon                | Bo Hollinger                 | Richard Compton |
| 1976 | Rich Man, Poor Man (serie de tv)           | Tom Jordache                 | David Green, Boris Sagal |
| 1977 | Abismo                                     | David Sanders                | Tom Jordache |
| 1978 | Who'll Stop the Rain                       | Ray Hicks                    | Karel Reisz |
| 1979 | North Dallas Forty                         | Phillip Elliott              | Ted Kotcheff |
| 1980 | Heart Beat                                 | Neal Cassady                 | John Byrum |
| 1982 | Cannery Row                                | Doc                          | David S. Ward |
| 1982 | Límite: 48 horas                           | Jack Cates                   | Walter Hill |
| 1983 | Bajo el fuego                              | Russell Price                | Roger Spottiswoode |
| 1984 | Grace Quigley                              | Seymour Flint                | Anthony Harvey |
| 1984 | Teachers                                   | Alex Jurel                   | Arthur Hiller |
| 1986 | Down and Out in Beverly Hills              | Jerry Baskin                 | Paul Mazursky |
| 1987 | Weeds (película)                           | Lee Umstetter                | John D. Hancock |
| 1987 | Traición sin límites                       | Jack Benteen                 | Walter Hill |
| 1989 | Three Fugitives                            | Lucas                        | Francis Veber |
| 1989 | Farewell to the King                       | Learoyd                      | John Milius |
| 1989 | Historias de Nueva York                    | Lionel Dobie                 | Woody Allen, Francis Ford Coppola, Martin Scorsese |
| 1990 | Another 48 Hrs.                            | Jack Cates                   | Walter Hill |
| 1990 | Q&A                                        | Capitán Michael Brennan      | Sidney Lumet |
| 1991 | Cape Fear                                  | Sam Bowden                   | Martin Scorsese |
| 1991 | El príncipe de las mareas                  | Tom Wingo                    | Barbra Streisand |
| 1992 | The Player                                 | Nick Nolte                   | Robert Altman |
| 1992 | Lorenzo's Oil                              | Augusto Odone                | George Miller |
| 1994 | I'll Do Anything                           | Matt Hobbs                   | James L. Brooks |
| 1994 | Blue Chips                                 | Pete Bell                    | William Friedkin |
| 1994 | I Love Trouble                             | Peter Brackett               | Charles Shyer |
| 1995 | Jefferson en París                         | Thomas Jefferson             | James Ivory |
| 1996 | Mother Night                               | Howard Campbell              | Keith Gordon |
| 1996 | Mulholland Falls                           | Max Hoover                   | Lee Tamahori |
| 1997 | Affliction                                 | Wade Whitehouse              | Paul Schrader |
| 1997 | U Turn                                     | Jake McKenna                 | Oliver Stone |
| 1998 | La delgada línea roja                      | Teniente coronel Gordon Tall | Terrence Malick |
| 1998 | Nightwatch                                 | Inspector Thomas Cray        | Ole Bornedal |
| 1999 | Círculo de engaños                         | Vincent Webb                 | Matthew Warchus |
| 1999 | El desayuno de los campeones               | Harry Le Sabre               | Alan Rudolph |
| 2000 | La copa dorada                             | Adam Verver                  | James Ivory |
| 2000 | Trixie                                     | Senador Drumond Avery        | Alan Rudolph |
| 2002 | El buen ladrón                             | Bob Montagnet                | Pasquale Festa Campanile |
| 2003 | Northfork                                  | Padre Harlan                 | Michael Polish |
| 2003 | Hulk                                       | Brian "David" Banner         | Ang Lee |
| 2004 | Hotel Rwanda                               | Coronel Oliver               | Terry George |
| 2004 | Un lugar maravilloso                       | Steve                        | Hans Petter Moland |
| 2006 | Off the Black                              | Ray Cook                     | James Ponsoldt |
| 2006 | Peaceful Warrior                           | Socrates                     | Victor Salva |
| 2006 | Algunos días de septiembre                 | Elliott                      | Santiago Amigorena |
| 2006 | Paris, je t'aime!                          | Vincent                      | Joel e Ethan Coen, Isabel Coixet, Gus Van Sant, Gérard Depardieu, Alfonso Cuarón, Vincenzo Natali, Olivier Assayas, Frédéric Auburtin, Alexander Payne |
| 2006 | Vecinos invasores                          | Vincent (voz)                | Tim Johnson, Karey Kirkpatrick |
| 2008 | Tropic Thunder                             | John "Four Leaf" Tayback     | Ben Stiller |
| 2008 | Las crónicas de Spiderwick                 | Mulgarath                    | Mark Waters |
| 2009 | Arcadia Lost                               | Benerji                      | Phedon Papamichael |
| 2010 | Cats & Dogs 2: The Revenge Of Kitty Galore | Butch                        | Brad Peyton |
| 2011 | Zookeeper                                  | Bernie el gorila             | Frank Coraci |
| 2011 | Warrior                                    | Paddy Conlon                 | Gavin O'Connor |
| 2012 | The Company You Keep                       | Donal Fitzgerald             | Robert Redford |
| 2012 | A puerta fría                              | Battleworth                  | Xavi Puebla |
| 2013 | Hateship Loveship                          | Mr. McCauley                 | Liza Johnson |
| 2013 | Parker                                     | Hurley                       | Taylor Hackford |
| 2013 | Gangster Squad                             | Bill Parker                  | Ruben Fleischer |
| 2014 | Noé                                        | Semyazza                     | Darren Aronofsky |
| 2014 | Gracepoint (serie de tv)                   | Jack Reinhold                | Chris Chibnall |
| 2015 | The Ridiculous 6                           | Frank Stockburn              | Frank Coraci |
| 2015 | Devolver al remitente                      | Mitchell Wells               | Fouad Mikati |
| 2015 | Run All Night                              | Eddie Conlon                 | Jaume Collet-Serra |
| 2015 | A Walk in the Woods                        | Ken Kwapis                   | Ken Kwapis |
| 2019 | The Mandalorian (serie de tv)              | Kuiil                        | Dave Filoni, Rick Famuyiwa, Deborah Chow, Bryce Dallas Howard, Taika Waititi, Robert Rodriguez                                                         |
| 2019 | Angel Has Fallen                           | Clay Banning                 | Ric Roman Waugh |

## Premios y reconocimientos
Premios Óscar
| Año  | Categoría              | Trabajo nominado          | Resultado |
| ---- | ---------------------- | ------------------------- | --------- |
| 1992 | Mejor actor            | El príncipe de las mareas | Nominado  |
| 1999 | Mejor actor            | Affliction                | Nominado  |
| 2012 | Mejor actor de reparto | Warrior                   | Nominado  |

Globo de Oro
| Año  | Categoría           | Trabajo nominado          | Resultado |
| ---- | ------------------- | ------------------------- | --------- |
| 1992 | Mejor actor - Drama | El príncipe de las mareas | Ganador   |
| 1998 | Mejor actor - Drama | Affliction                | Nominado  |

Premio del Sindicato de Actores
| Año  | Categoría              | Trabajo nominado | Resultado |
| ---- | ---------------------- | ---------------- | --------- |
| 2011 | Mejor actor de reparto | Warrior          | Nominado  |